# WTA College Park
Das WTA-Turnier von College Park (offiziell: Citi Open) war ein Damen-Tennisturnier der WTA Tour, das im Juli 2011 in der Stadt College Park in der Nähe von Washington, D.C. ausgetragen wurde.
Mit der Turnierlizenz der WTA wird das Turnier seit 2012 in Washington D.C. ausgetragen.

## Siegerliste

### Einzel
| Jahr | Siegerin      | Finalgegnerin | Ergebnis |
| ---- | ------------- | ------------- | -------- |
| 2011 | Nadja Petrowa | Shahar Peer   | 7:5, 6:2 |

### Doppel
| Jahr | Siegerinnen                     | Finalgegnerinnen                 | Ergebnis |
| ---- | ------------------------------- | -------------------------------- | -------- |
| 2011 | Sania Mirza Jaroslawa Schwedowa | Wolha Hawarzowa Alla Kudrjawzewa | 6:3, 6:3 |